# Touch (Little Mix)
Touch è il secondo singolo del girl group britannico Little Mix, il secondo estratto dall'album in studio Glory Days e pubblicato il 30 dicembre 2016. Il video conta più di 300 milioni di  visualizzazioni. Nel 2017 è stato confermato che la canzone ha venduto più di 1 700 000 copie in tutto il mondo.

## Tracce
Download digitale
1. Touch – 3:33 (Hanni Ibrahim, Patrick Patrikios, A.S. Govere, Phil Plested)

## Classifiche
| Classifica (2016-2017) | Posizione massima |
| ---------------------- | ----------------- |
| Australia              | 13                |
| Belgio (Fiandre)       | 24                |
| Canada                 | 57                |
| Francia                | 196               |
| Nuova Zelanda          | 22                |
| Paesi Bassi            | 69                |
| Portogallo             | 77                |
| Regno Unito            | 4                 |